# Syngamia interrogata
Syngamia interrogata is een vlinder uit de familie van de grasmotten (Crambidae), uit de onderfamilie van de Spilomelinae. De wetenschappelijke naam van deze soort is voor het eerst voorgesteld door Paul Ernest Sutton Whalley in een publicatie uit 1962.
De soort komt voor in Solomonseilanden.